# Vegas Vipers
| Vegas Vipers                                                  | Vegas Vipers                                                      |
| Gegründet 2018 – Aufgelöst 2023 Spielten in Las Vegas, Nevada | Gegründet 2018 – Aufgelöst 2023 Spielten in Las Vegas, Nevada     |
| ------------------------------------------------------------- | ----------------------------------------------------------------- |
| \| \| \| \| \| Logo \|                                        |                                                                   |
| Liga                                                          |                                                                   |
| - XFL East Division (2020) North Division (2023)              |                                                                   |
| Personal                                                      |                                                                   |
| Besitzer                                                      | Alpha Acquico, LLC (RedBird Capital, Dwayne Johnson, Dany Garcia) |
| Präsident                                                     | Temeko Richardson                                                 |
| General Manager                                               | Rod Woodson                                                       |
| Head Coach                                                    | Rod Woodson                                                       |
| Teamgeschichte                                                |                                                                   |
| Teamnamen                                                     | - Tampa Bay Vipers (2020) - Vegas Vipers (2023)                   |
| Erfolge                                                       |                                                                   |
| Meisterschaften (0)                                           |                                                                   |
| Play-off-Teilnahmen (0)                                       |                                                                   |
| Stadien                                                       |                                                                   |
| - Raymond James Stadium (2020) - Cashman Field (2023)         |                                                                   |
|                                                               |                                                                   |
|                                                               | Logo                                                              |

Die Vegas Vipers (2020 als Tampa Bay Vipers) waren ein American-Football-Team aus Las Vegas, Nevada. Das Franchise wurde 2018 in Tampa als Tampa Bay Vipers gegründet und war Mitglied der 2020 gestarteten XFL. Im Rahmen des Eigentümerwechsels der XFL wurde das Franchise 2022 nach Las Vegas verlegt. Im Rahmen der Fusion der XFL zur UFL 2024 wurde das Franchise aufgelöst.

## Geschichte

### Saison 2020 als Tampa Bay Vipers
Tampa schloss sich mit den Vipers Dallas, Seattle, Houston, New York City, Los Angeles, St. Louis und Washington, D.C. als Gründungsstädte der Liga an. Im Gegensatz zu anderen XFL-Teams wurde den Vipers im Rahmen des ersten Mietvertrags drei Jahre Mietfreiheit im Raymond James Stadium gewährt.
Am 5. März 2019 wurde Marc Trestman zum Head Coach und General Manager des Teams ernannt. Am 9. Februar 2020 spielten die Vipers das erste Spiel in ihrer Geschichte und verloren gegen die New York Guardians mit 23:3.
Nach fünf Spieltagen wurde die Saison auf Grund der Covid-19-Pandemie abgebrochen, was die Insolvenz und einen Eigentümerwechsel der XFL zur Folge hatte.

### Saison 2023 als Vegas Vipers
Im Rahmen der Vorbereitungen zur Wiederaufnahme des Spielbetriebs der XFL 2023 wurde das Franchise 2022 aus Tampa nach Las Vegas umverlegt, da die Stadt bereits 2001 mit einem Team vertreten war. Neuer Head Coach und General Manager ist seitdem der ehemalige NFL-Cornerback Rod Woodson. Ihre Heimspiele trägt das Team nun auf dem Cashman Field im Norden von Las Vegas aus, welches mit einer Kapazität für etwa 10.000 Zuschauer das deutlich kleinste Stadion der XFL war.
Im September 2023 berichtete Axios, dass die XFL in Gesprächen mit der USFL bezüglich einer Fusion der Ligen sei. Am 31. Dezember 2023 wurde die Fusion zur United Football League offiziell bekannt gegeben. Am 1. Januar 2024 wurden die acht Teams der neuen Liga bekannt gegeben; die Vipers waren nicht darunter.